# Euristhmus
Euristhmus – rodzaj ryb sumokształtnych z rodziny plotosowatych (Plotosidae).

## Klasyfikacja
Gatunki zaliczane do tego rodzaju:
- Euristhmus lepturus
- Euristhmus microceps
- Euristhmus microphthalmus
- Euristhmus nudiceps
- Euristhmus sandrae

Gatunkiem typowym jest Plotosus elongatus (=Euristhmus lepturus).